# MSYS2
 (janvier 2020).
MSYS2 est une plate-forme de distribution et de développement de logiciels qui permet de porter des logiciels du monde Unix sur Microsoft Windows.
MSYS2 partage ce but de porter du logiciel Unix sur Windows avec d'autres projets, notamment Cygwin et Windows Subsystem for Linux (WSL). Cygwin englobe un environnement complet POSIX dans lequel des programmes fonctionnent comme sous Unix. WSL permet d'exécuter des binaires Linux sur Windows, en excluant certains appels du noyau et la quasi-totalité des applications graphiques. Par contre sous MSYS2 et le projet associé Mingw-w64, ont traduit le code Unix en binaires Windows natifs. Cela offre l'avantage que l'utilisateur du logiciel porté peut travailler sous Windows, au lieu d'alterner entre deux systèmes d'exploitation.
MSYS2 comprend le gestionnaire de paquets Pacman de Arch Linux, un Bash shell et d'autres programmes Unix. Les logiciels fonctionnant sous MSYS2 prennent en charge les noms de fichiers de style Unix. Par exemple, la commande start notepad++ /c/Users/John/file.txt
permet de lancer un éditeur qui ouvrira le fichier Windows C:\Users\John\file.txt.
MSYS2/Mingw-w64 comprend une bibliothèque d'exécution msys-2.0.dll dérivée de la bibliothèque Cygwin cygwin1.dll qui est continuellement renouvelée, en suivant le développement de Cygwin. MSYS2 et Mingw-w64 rivalisent avec les anciens projets MSYS et MinGW qui ne réussissaient pas à suivre le développement de Cygwin et qui ne supportent que 32 bits. La réimplémentation et la séparation de MSYS/MinGW se sont produites essentiellement entre 2005 et 2008,.